# Hansaviertel (complesso residenziale)
Lo Hansaviertel (letteralmente «quartiere anseatico»), detto anche Südliches Hansaviertel («quartiere anseatico meridionale») è un complesso residenziale di Berlino, sito nell'omonimo quartiere. 
Venne costruito nel 1957 come parte dell'esposizione internazionale edilizia «Interbau 57», con il contributo dei maggiori architetti moderni dell'epoca.
Nel clima della guerra fredda e della divisione della Germania e di Berlino, lo Hansaviertel assunse il ruolo di «progetto vetrina» di Berlino Ovest e del cosiddetto «mondo libero», contrapposto alla Stalinallee di Berlino Est costruita negli stessi anni nello stile del classicismo socialista.
In considerazione della sua importanza storica e architettonica, l'intero complesso è posto sotto tutela monumentale (Denkmalschutz).

## Storia
In origine, sull'area sorgeva un quartiere residenziale borghese, costruito alla fine del XIX secolo.
Raso al suolo durante la seconda guerra mondiale, fu ricostruito in occasione dell'Internationale Bauausstellung ("Mostra internazionale dell'edilizia") del 1957, assumendo il ruolo di progetto-vetrina di Berlino Ovest, contrapposto alla Stalinallee (oggi Karl-Marx-Allee) di Berlino Est.
Il progetto degli edifici fu affidato a famosi architetti, fra i quali Alvar Aalto, Walter Gropius, Le Corbusier, Egon Eiermann, Sep Ruf e Oscar Niemeyer.
Dal 1995 l'intero quartiere è stato posto sotto tutela monumentale (Denkmalschutz).

## Caratteristiche

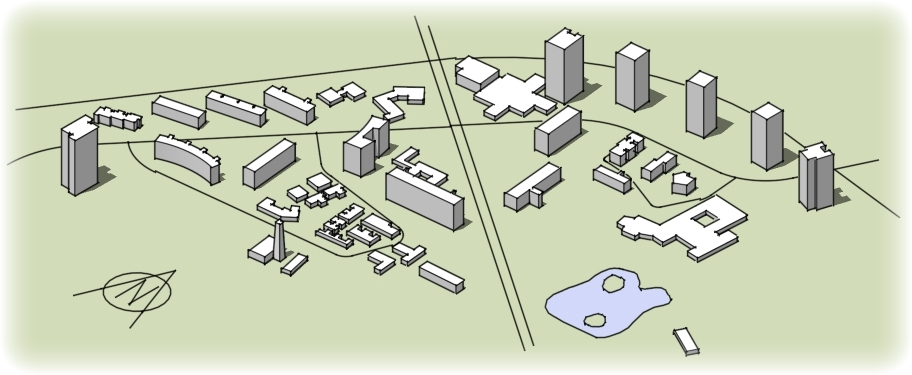
Schema del complesso residenziale

Il quartiere si compone di edifici di varia tipologia (case a torre, a stecca, a patio), disposti liberamente nel verde e al margine del parco del Tiergarten.
In posizione centrale si trovano la stazione della metropolitana, una biblioteca, un teatro e spazi commerciali.

### Critiche
Fin dall'epoca della sua realizzazione lo Hansaviertel è stato oggetto di critiche da parte della cultura architettonica. In particolare, il piano urbanistico, composto di edifici di tipologie diverse (torri, stecche, ville a patio), è stato letto come puramente dimostrativo ed accademico, e privo di coerenza. Carlo Aymonino scrisse nel 1964: "l'Hansaviertel è lo squallido cimitero dei migliori nomi dell'architettura moderna, ignari dei drammi e delle occasioni che una metropoli moderna può oggi offrire all'espressione architettonica."
Anche la scelta di realizzare edifici isolati immersi nel verde presenta alcuni difetti: il carattere del quartiere, pur situato in zona centrale, appare quasi suburbano; il solo verde pubblico non è sufficiente a creare spazi pubblici soddisfacenti; infine, le strade si riducono alla funzione veicolare, perdendo ogni funzione sociale o commerciale.
D'altra parte, il carattere sperimentale del quartiere fu esplicitamente dichiarato, e costituì una delle prime tappe della ricostruzione di Berlino. Fu pertanto molto apprezzato dalla cittadinanza, come primo quartiere esclusivamente moderno della città.

### Testi di approfondimento
- Tjark Hausmann, Architettura moderna a Berlino, in Le Vie del Mondo, anno XIX, n. 8, Milano, Touring Club Italiano, agosto 1957,  pp. 801-812.
- Edifici dell'Interbau a Berlino, in L'architettura. Cronache e storia, anno III, n. 25, novembre 1957,  pp. 470-476, ISSN 0003-8830 (WC · ACNP).
- Gabriele Scimeni, La ricostruzione di Berlino e il Quartiere Hansa, in Casabella - Continuità, n. 218, Milano, Editoriale Domus, 1958,  pp. 22-32, ISSN 0008-7181 (WC · ACNP).
- Giulia Veronesi, La Torre di Berlino e l'opera dell'architetto Luciano Baldessari, in L'architettura. Cronache e storia, anno VI, n. 58, agosto 1960,  pp. 232-235, ISSN 0003-8830 (WC · ACNP).
- Grattacielo all'Hansaviertel di Berlino, 1956-58, in L'architettura. Cronache e storia, anno VI, n. 58, agosto 1960,  pp. 236-241, ISSN 0003-8830 (WC · ACNP).
- Alois Kramer, L'Hansa-Viertel gioiello di Berlino Ovest, in Le Vie del Mondo, anno XXVI, n. 3, Milano, Touring Club Italiano, marzo 1964,  pp. 262-275.
- Christian Borngräber, Un futuro per quale passato? La Stalinallee e l'Hansaviertel, in Casabella, n. 474-475, novembre-dicembre 1981,  pp. 33-42, ISSN 0008-7181 (WC · ACNP).
- (DE) Karl Mahler, Internationale Bauausstellung 1956. Wiederaufbau eines inneren Stadtviertels, in Bauwelt, anno 44, n. 35, 1953,  pp. 681-683, ISSN 0005-6855 (WC · ACNP).
- (DE) Interbau Berlin 1957. Amtlicher Ausstellungskatalog, Berlino (Ovest), 1957.
- (DE) Senator für Bau- und Wohnungswesen e Bund Deutscher Architekten (a cura di), Wiederaufbau Hansaviertel Berlin. Interbau Berlin 57, Berlino (Ovest), 1957.
- (DE) Bauwelt, n. 3, 1954,  pp. 45 ss, ISSN 0005-6855 (WC · ACNP).
- (DE) Bauwelt, n. 4, 1954,  p. 235, ISSN 0005-6855 (WC · ACNP).
- (DE) Bauwelt, n. 24, 1957,  p. 591, ISSN 0005-6855 (WC · ACNP).
- (DE) Bauwelt, n. 37, 1957, ISSN 0005-6855 (WC · ACNP).
- (DE) Bauwelt, n. 1, 1962,  p. 14, ISSN 0005-6855 (WC · ACNP).
- (DE) Harald Bodenschatz, Das neue Hansaviertel. Die Antwort der Interbau 1957 auf die Mietskasernenstadt, in Arch+, n. 82, 1985,  pp. 70 ss.
- (DE) Senator für Bau- und Wohnungswesen (a cura di), Hansa-Viertel Berlin, Stoccarda, 1987.
- (DE) Gabi Dolff-Bonekämper e Franziska Schmidt, Das Hansaviertel. Internationale Nachkriegsmoderne in Berlin, Berlino, Verlag Bauwesen, 1999, ISBN 3-345-00639-1.
- (DE) Berliner Wohnquartiere. Ein Führer durch 70 Siedlungen, 3ª ed., Berlino, Dietrich Reimer Verlag, 2003,  pp. 170-173, ISBN 3-496-01260-9.